# Sack
Sack (orosz nyelven: Шацк) város Oroszország európai részén, a Rjazanyi terület Sacki járásának székhelye. 
Lakossága: 6561 fő (a 2010. évi népszámláláskor).

## Elhelyezkedése
A Sacsa (a Cna mellékfolyója) bal partján, Rjazany területi székhelytől 195 km-re délkeletre helyezkedik el. A város mellett halad az  „Urál” főút. A legközelebbi vasútállomás a Rjazany–Ruzajevka vonalon fekvő Nyizsnyemalcevo (31 km).

## Története
1553-ban megerősített katonai állomásként alapították az orosz állam délkeleti határain kialakított védelmi vonalon, amely az orosz vazallus Kaszimovi Kánság része volt.
. A Sacsa (Satya) folyónév, amelyről elnevezték, többször előfordul a régi finnugor területek földrajzi nevei között. 
A település 1779-ben városi címet kapott és ujezd székhelye lett. A18-19. században több kézműves (gyertyaöntő, bőrkészítő stb.) műhelye, gyufagyártó üzeme működött, és a kenderkereskedelem országos hírű központja volt. 1929 óta járási székhely. Napjainkban helyi jelentőségű élelmiszeripari vállalatai vannak.